# Xavier Dubois
Xavier Dubois, né le 1er aout 1983 à Libramont-Chevigny, est un homme politique belge, membre du parti Les Engagés (LE).

## Biographie
Xavier Dubois nait le 1er aout 1983 à Libramont-Chevigny.
Il est bourgmestre de Walhain depuis le 3 décembre 2018.
Le 18 juillet 2024, il devient député fédéral à la Chambre des représentants en remplaçant Yves Coppieters qui devient ministre dans le Gouvernement Dolimont.